# Kronenbourg
Cet article concerne la marque de bière Kronenbourg. Pour l'entreprise et pour le quartier de Strasbourg, voir Brasseries Kronenbourg et Cronenbourg.
Pour les articles homonymes, voir Kronenburg.

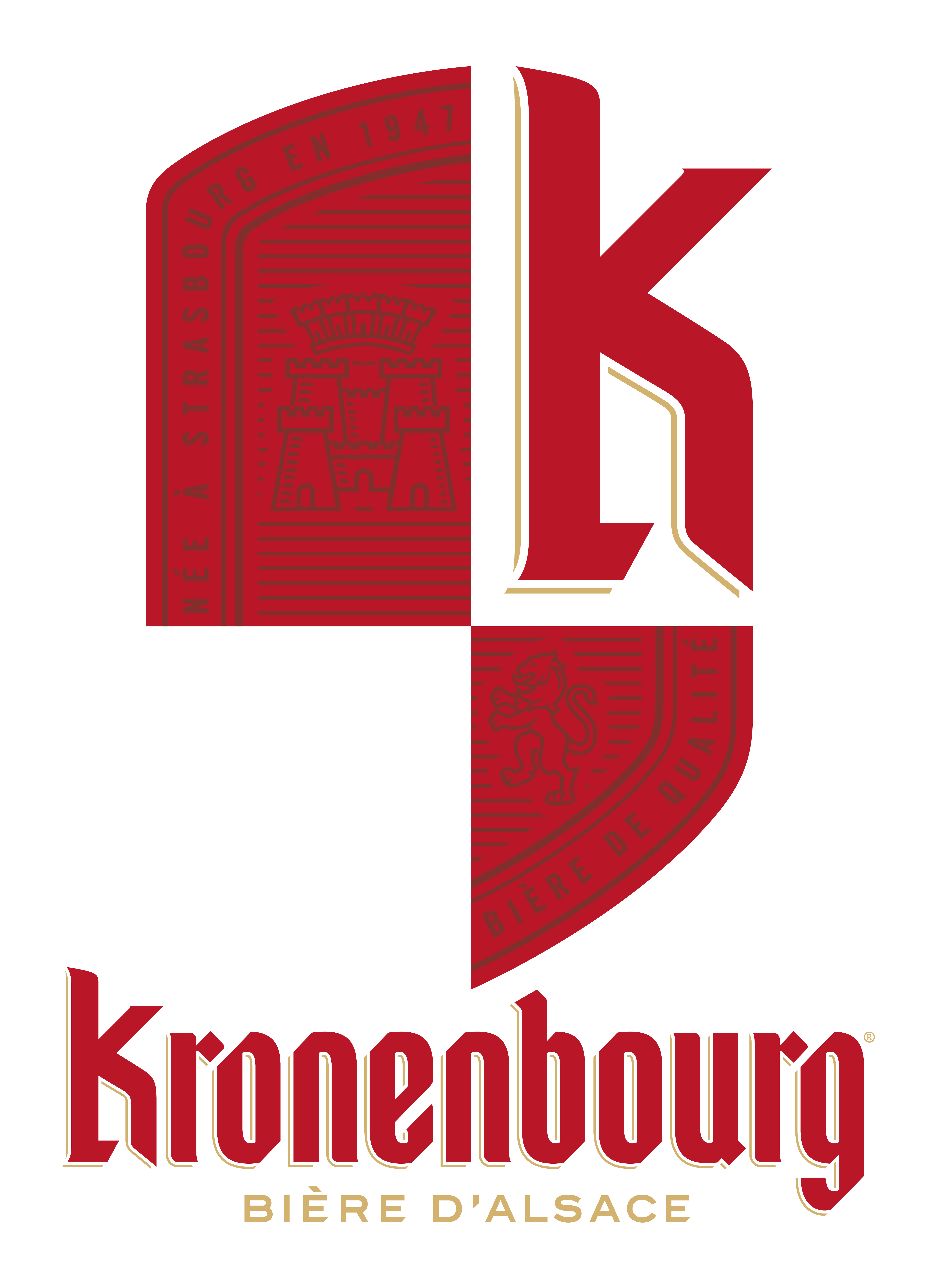
Logo de la marque Kronenbourg utilisé depuis l'année 2019. Le damier blanc et rouge rappelle les couleurs de l'Alsace, où la bière Kronenbourg est brassée.

Logo de la marque Kronenbourg utilisé depuis 2015.

Ancien logo de la marque Kronenbourg ; le damier rouge et blanc reprend les couleurs traditionnelles de l'Alsace et de la ville de Strasbourg.

Kronenbourg est la marque phare des Brasseries Kronenbourg, brasseur alsacien installé à Obernai dans le Bas-Rhin et appartenant aujourd'hui au groupe danois Carlsberg. Elle est la marque de bière la plus consommée en France, une bière sur trois vendue en France étant une Kronenbourg.

## Histoire
En 1922, la brasserie Hatt rachète le restaurant strasbourgeois du Grand Tigre et nomme sa bière Tigre Bock. Celle-ci est relancée en 1947 sous le nom de Kronenbourg, d'après le quartier de Cronenbourg, à Strasbourg, où s'est installée la brasserie au milieu du XIXe siècle. Cronenbourg étant orthographié « Kronenburg » durant le rattachement de l'Alsace-Lorraine à l'Empire allemand de 1871 à 1919. Cette orthographe germanique peut également faire référence à la qualité allemande de la bière. Vendue dans des bouteilles encapsulées de 33 cℓ - une nouveauté pour l'époque -, elle connait rapidement un grand succès. La bière conditionnée en boîte métallique est développée en 1952. Kronenbourg devient la marque de bière la plus vendue en France.
Jusqu'en 2000 la Kronenbourg était brassée à la brasserie K1 de Strasbourg-Cronenbourg, la production est désormais issue de la brasserie K2 d'Obernai.
À partir des années 2000, la marque se diversifie. En 2000 est créée la Kronenbourg Pur Malt, sans alcool, tandis qu'en 2008 est lancée la Kronenbourg 7.2. L'entreprise cherche aussi à redorer le blason de la marque et propose en 2011 la Kronenbourg Fleuron d'Alsace, puis, en 2014, une bière aromatisée baptisée K by Kronenbourg.
La marque Kronenbourg Tigre Bock réapparaît en 2015.
Fin 2020, la marque propose un brassin solidaire. Sur chaque bouteille achetée, 50 centimes sont reversés aux cafés et bars alsaciens victimes des confinements de 2020 en France.

## Les bières[3]

### Kronenbourg
L'originale est une bière blonde à 4,2 %. Sa recette est modifiée en 2019 avec l'ajout d'un houblon aromatique et d'une nouvelle levure.

### Kronenbourg 1947
Bière blonde pils, 5 % lancée en 2019. Son nom fait référence à l'année de naissance de la marque.

### Kronenbourg Alsace

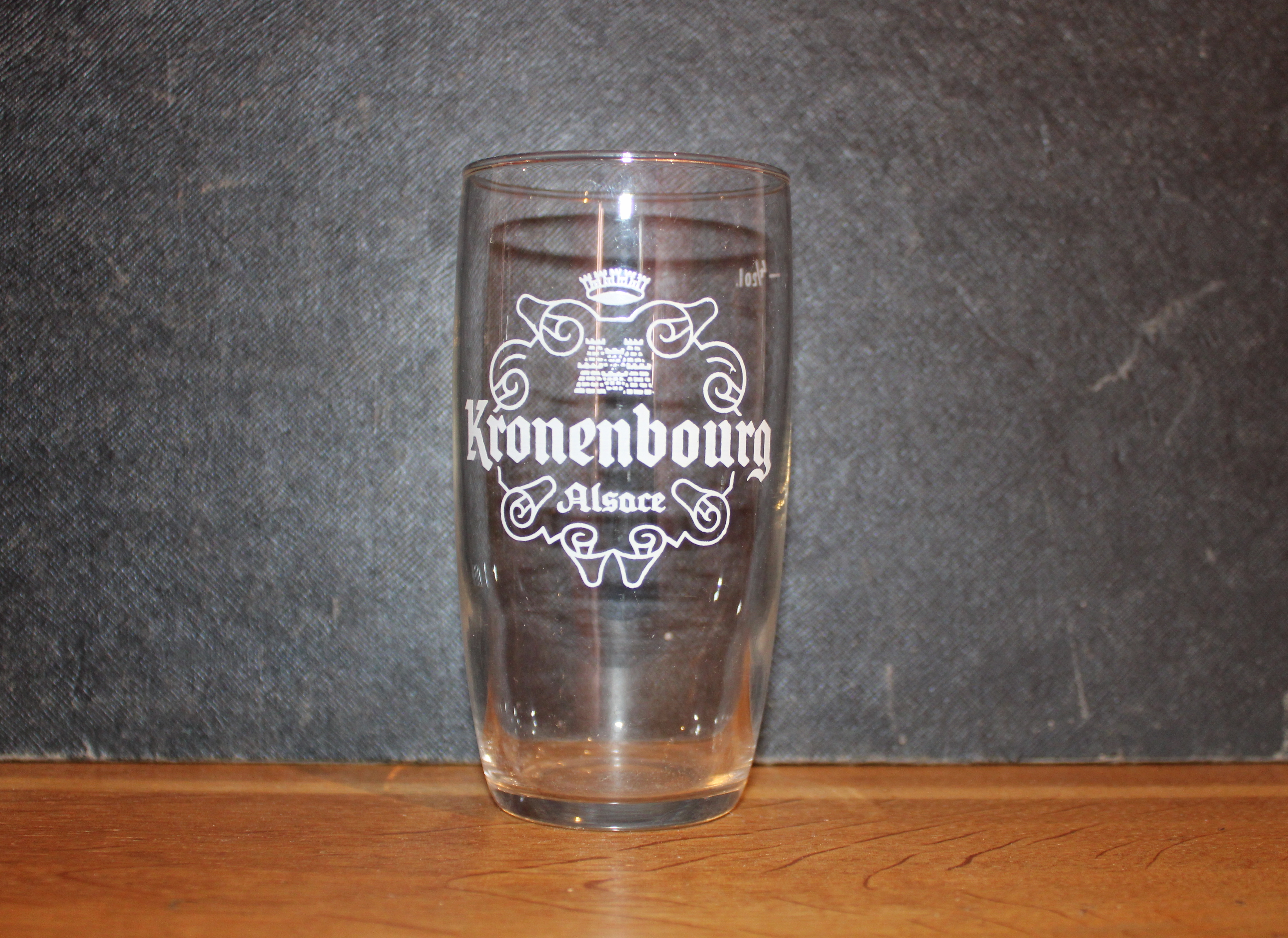
Verre à bière Kronenbourg "Alsace".

Bière blonde, 5,3 %. Disponible uniquement en bouteille consignée de 75 cl.

### Kronenbourg Bière de Noël

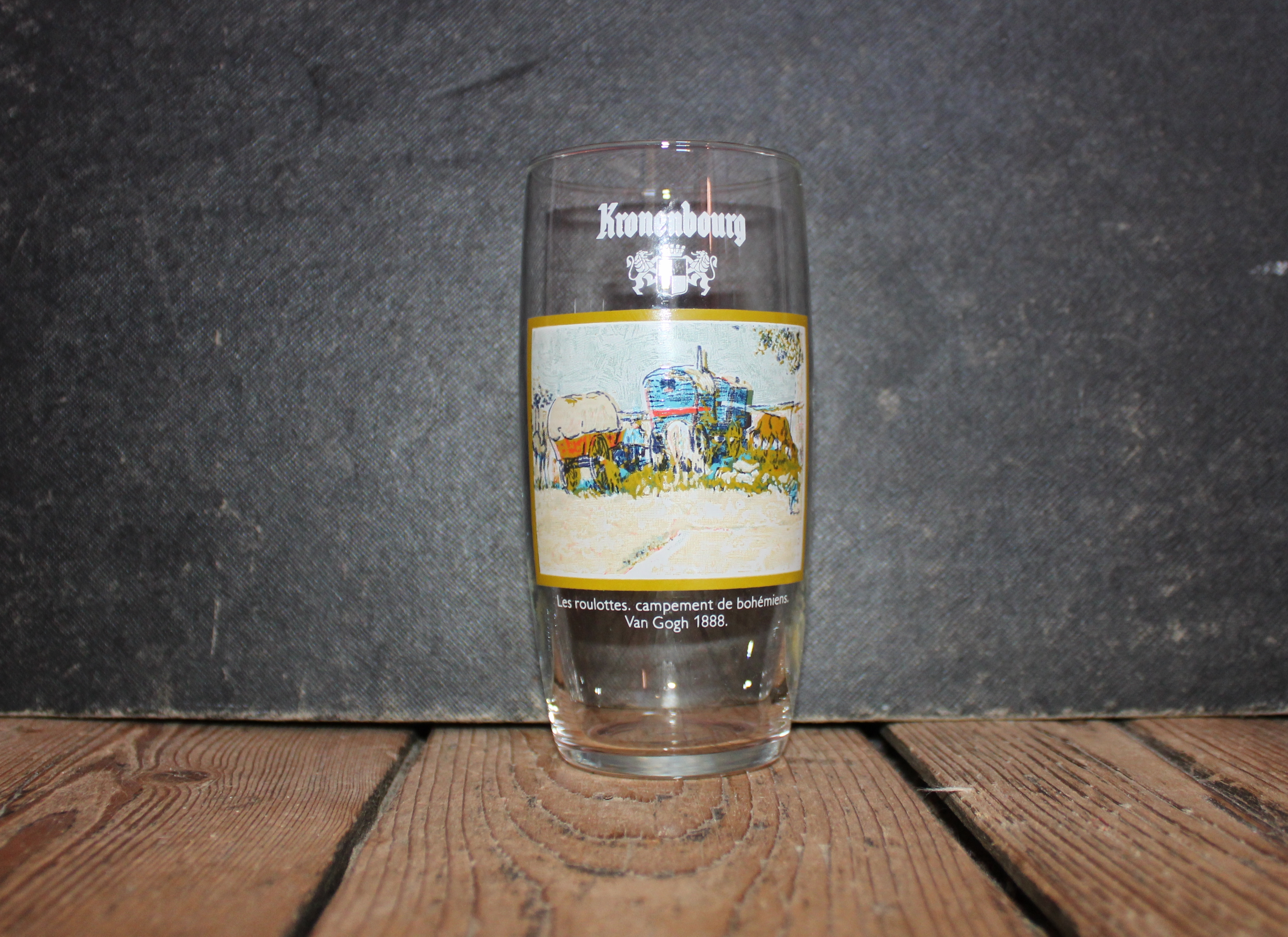
Verre à bière Kronenbourg "Van Gogh".

Bière de saison, ambrée, 5,5 %.

### Kronenbourg Pur Malt
Bière blonde sans alcool lancée en 2000.

### Kronenbourg 7.2 Blonde
Bière blonde, 7,2 %, lancée en 2007.

### Kronenbourg 7.2 Blanche
Bière blanche, 7,2 %.

### K by Kronenbourg
Bière blonde, 5 %, aromatisée citron-citron vert, fruits rouges ou mangue et lancée en 2014. N'est plus commercialisée.

### Kronenbourg Tigre Bock
En 2015, la Kronenbourg Tigre Bock (blonde, 5,5 %) remplace la Kronenbourg Fleuron d'Alsace. Son nom est un hommage à la Tigre Bock lancée en 1922. Brassée avec du malt d'orge et trois houblons différents, elle est d'abord disponible uniquement à la pression dans les cafés, hôtels et restaurants. Elle est également disponible en bouteilles et en canettes dans la grande distribution depuis mars 2016. Une variante brune, à 6,3 %, est lancée la même année. N'est plus commercialisée.

### Kronenbourg au jus d'agrumes
Bière blonde aromatisée au jus d'agrumes, 2,5 %, lancée en 2015. N'est plus commercialisée